# Vojtěch Michálek
Vojtěch Michálek (9. července 1888 Štramberk – 18. října 1962 Ženklava) byl starosta města Štramberk ve třicátých letech 20. století a částečně i během okupace. Byl v pořadí třetím starostou města v období samostatné Československé republiky.

## Život

### Rodinný život
Vojtěch Michálek se narodil 9. července 1888 ve Štramberku v domě č. p. 103. Měl 9 sourozenců. Vychodil obecnou pětitřídní školu. Později pracoval v lomu Kotouč na různých pozicích. V roce 1911 si ve Veřovicích bere Teresii Sopuchovou, s níž měl později celkem 6 dětí (jedno ale zemřelo krátce po porodu). Jednalo se o Vojtěcha, Marii, Jaromíra, Vojtěšku a Anežku. Po vážné nemoci umírá v roce 1962 v Ženklavě.

### Účast v politice
Ve třicátých letech byl starostou města Štramberka za sociální demokracii. Během svého volebního období se mu podařilo postavit koupaliště na Libotíně, které funguje dodnes. Kronika města Štramberka Michálka zmiňuje následovně: „Za jeho úřadu zlepšuje se pozvolna hospodářství obce, takže bude možno lépe rozděliti vodovodní síť, rozšířiti silnici okresní městem vedoucí a také jiné ulice rozšiřovati a dlážditi. Za něho bylo vybudováno ´Jubilejní koupaliště´, prázdná místa osazována stromy, úseky mnohých cest zlepšeny a o rozkvět města všestranněji dbáno…“

### Účast v protinacistickém odboji
V roce 1938 jednal s prezidentem dr. Edvardem Benešem, který tehdy dostal od města Štramberka diplom čestného občanství. Během rozhovoru upozorňoval Michálek na nebezpečí, které hrozí z nacistického Německa, byl však ujištěn, že bude vše v pořádku. O několik měsíců později, v říjnu 1938, ihned poté, co bylo rozhodnuto o obsazení sudet německými vojsky, vyrazil starosta Michálek společně se starosty Kopřivnice a Příbora do Prahy, kde u ministra Nečase protestovali proti přičlenění daného území k Říši. Michálek ve svých pamětech uvádí: "S tehdejším ministrem sociální péče Nečasem jsme vypracovali protesty, které jsme ihned zaslali zahraničním konsulům Anglie, Itálie, Hitlerovi a jiným, ale ministr Nečas nedával tomu velké naděje a říkal, že Hitler se dal na pochod a neustane dřív, dokud nacismus nebude úplně zničen".
Hned v roce 1939, kdy se začal tvořit slezský odboj pro severovýchodní Moravu a Slezsko, se Michálek zapojil společně s Oldřichem Hrstkou do protinacistického odboje. Z Protektorátu se jim povedlo propašovat 40 pistolí, 1500 nábojů a 1 kulomet. V září 1940 začalo gestapo zasahovat proti členům Obrany národa a 5. října je zatčen i Vojtěch Michálek. Byl uvězněn ve vyšetřovací věznici gestapa v Šumperku.